# Anne Frank
Annelies Marie "Anne" Frank, född 12 juni 1929 i Frankfurt am Main, död i februari eller mars 1945 i koncentrationslägret Bergen-Belsen, var en tysk-nederländsk judisk flicka. Hon blev internationellt känd för sin dagbok, som skildrar hennes upplevelser under den tyska ockupationen av Nederländerna under andra världskriget.
Frank och hennes familj flyttade till Amsterdam 1933 sedan nazisterna hade tagit makten i Tyskland men kunde inte lämna Nederländerna på grund av den tyska ockupationen som inleddes i maj 1940. När förföljelsen av judar intensifierades beslutade familjen att gå under jorden. De gömde sig i fadern Otto Franks kontorsbyggnad från juli 1942. Efter två år förråddes de och fördes till transitlägret Westerbork. Efter att ha varit fånge i Auschwitz i omkring två månader kom Anne Frank slutligen till Bergen-Belsen, där hon avled av fläcktyfus, endast några dagar efter systern Margots död. Hennes far Otto, som var den ende överlevande i familjen, återvände efter kriget till Amsterdam där han fick Franks dagbok av Miep Gies som hade tagit hand om den. Gies var en av dem som hade hjälpt familjen Frank under tiden de var gömda. Han publicerade 1947 boken som på svenska har titeln Anne Franks dagbok, originaltitel Het Achterhuis. Dagboekbrieven 14 juni 1942 – 1 augustus 1944 ("Gårdshuset. Dagbok 14 juni 1942 – 1 augusti 1944").
Dagboken, som Frank fick när hon fyllde 13 år, skildrar hennes liv från den 12 juni 1942 till den 1 augusti 1944. Den har översatts till över 50 språk. Dagboken har blivit en av de mest lästa böckerna i världen och har legat till grund för en lång rad pjäser och filmer.

## Biografi

### Barndom och uppväxt
Anne Frank föddes 12 juni 1929 som den andra dottern till Otto Frank och dennes hustru Edith Frank (född Holländer). Hennes syster, Margot, föddes 16 januari 1926. Familjen flyttade 1931 till Aachen, men började snart att se sig om efter bostad i Amsterdam för att fly undan den alltmer antijudiska stämningen i Tyskland. Flytten genomfördes 1933. Familjen var till en början tillfreds med sin situation. Frank fick många nya vänner och blev intresserad av historia, filmstjärnor och att skriva.
| ”                                     | Jag vill se mig om i världen och uppleva en massa spännande saker | „ |
| – Ur "Anne Franks dagbok", 8 maj 1944 |                                                                   |   |

### I gömstället

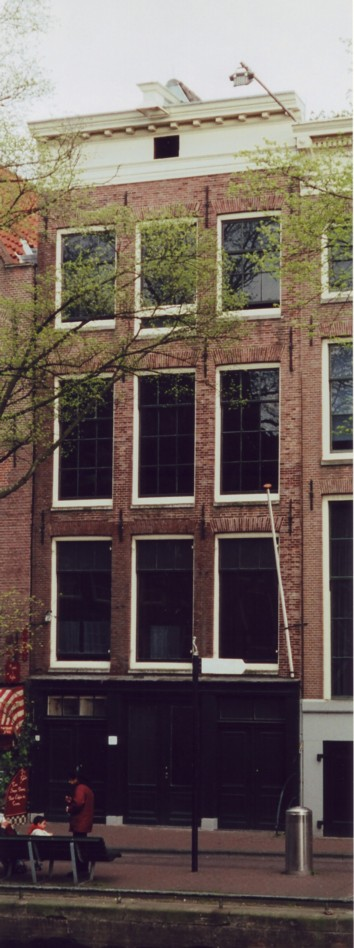
Huset där Anne Frank gömde sig.

Den 1 september 1939 bröt andra världskriget ut genom Tysklands anfall mot Polen. I maj 1940 ockuperades Nederländerna. Genast förändrades villkoren för landets judiska befolkning. Som i alla andra ockuperade länder var man tvungen att bära en gul Davidsstjärna på vänster sida med texten Jude. Flera hårda restriktioner mot judar infördes, vilket kraftigt försvårade vardagslivet. När Frank fyllde 13 år fick hon en efterlängtad dagbok, i vilken hon började skriva samma dag. Hennes första mening löd:
"Jag hoppas att jag skall kunna anförtro dig allt, så som jag hittills inte har kunnat anförtro mig åt någon, och jag tror att du kommer hålla det hemligt."
Strax efteråt skärptes de judefientliga lagarna ännu mer, och familjen belades med utegångsförbud. Judar fick inte cykla eller använda andra transportmedel, inte gå ut efter klockan 20 och bara gå in i affärer med skyltar "för judar". De bestämde sig 5 juli för att gå under jorden, samma dag som Margot hade fått en kallelse till tvångsarbete i Tyskland. Otto Franks medarbetare Johannes Kleiman hade föreslagit det så kallade gårdshuset, en del av det hus där Ottos företag Opekta hade lokaler, som ett lämpligt gömställe. De gömda var:
- Anne Frank
- Margot Frank
- Otto Frank
- Edith Frank
- Hermann van Pels
- Auguste van Pels
- Peter van Pels
- Fritz Pfeffer (ankom 16 november 1942)

Johannes Kleiman och Victor Kugler (Ottos arbetskollegor) samt Elisabeth Wijk-Voskuilj och Miep Gies (sedan Miep Gies-Santrouschitz; 1909-2010) försåg de gömda med förnödenheter och var i princip de enda som kände till deras gömställe. Frank fortsatte att föra dagbok under tiden hon var gömd. Under våren 1944 hörde Frank på radio via utbildningsminister Geritt Bolkestein att man borde samla in all vittnesbörd om det nederländska folkets lidande under kriget, däribland dagböcker. De allierades framgångar i kriget höll hoppet uppe för gårdshusborna, som dagligen följde kriget via radio. Bara Otto Frank skulle dock överleva kriget.

### Gripandet
Någon gång mellan klockan tio och halv elva på förmiddagen 4 augusti 1944 greps gårdhusborna plötsligt. I gripandet deltog SS-Oberscharführer Karl Josef Silberbauer och minst tre civilklädda beväpnade medhjälpare från tyska ordningspolisen. Samtliga gömda greps, inklusive Johannes Kleiman och Victor Kugler, dock inte Miep Gies och Elisabeth Voskuijl. Man vet med säkerhet att de gömda hade blivit förrådda. Ingen förövare har dock avslöjats och blivit fälld, men magasinbiträdet W.G. van Maaren var starkt misstänkt.
Miep Gies och Elisabeth Voskuijl lyckades redan samma dag föra Franks dagbok och andra värdesaker i säkerhet.

### Den sista tiden

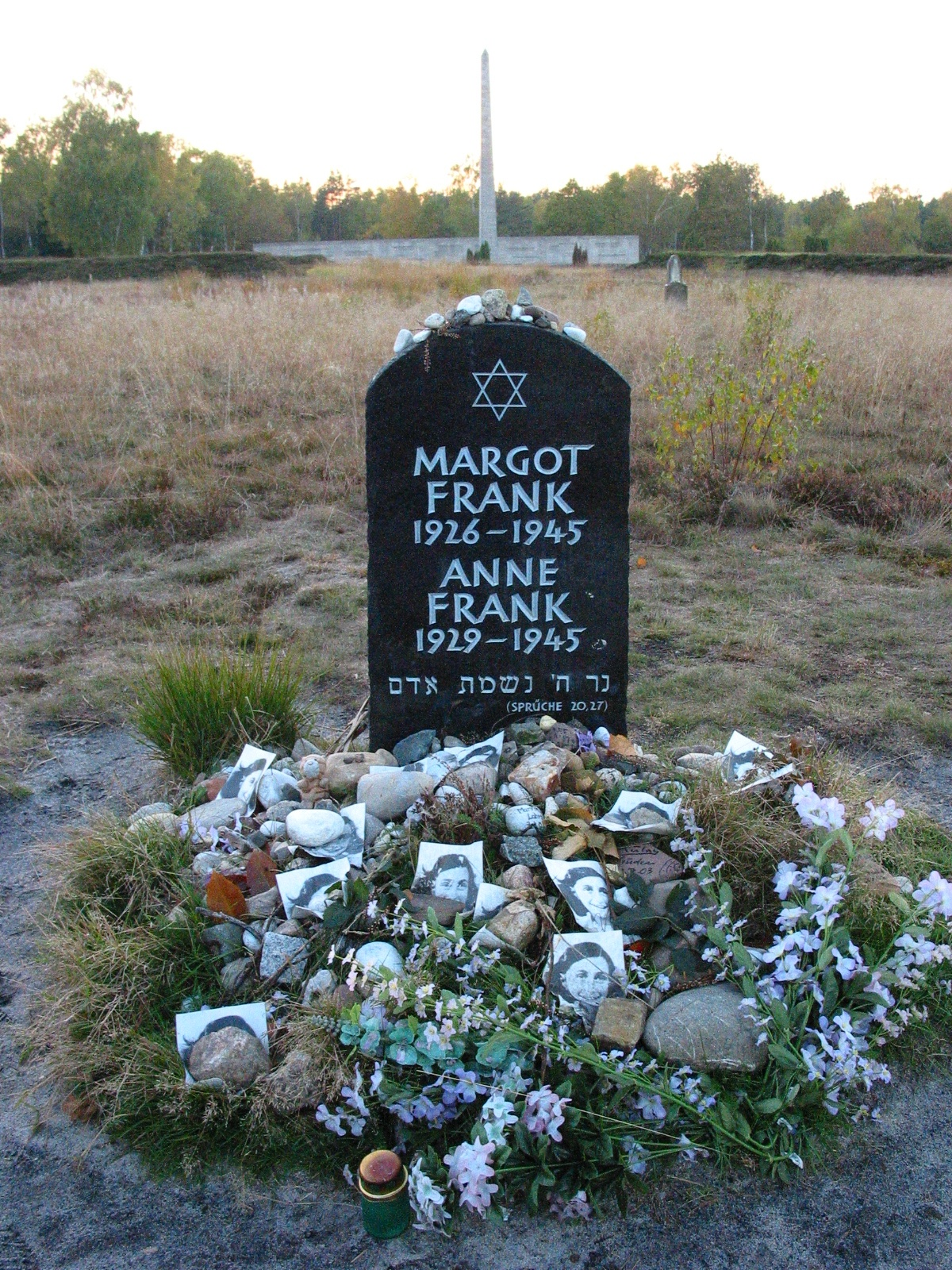
Anne Franks minnessten i Bergen-Belsen.

Gårdshusborna fördes till häktet i Weteringschans i Amsterdam och stannade där i fyra dagar. De fördes senare med den sista transporten som avgick till koncentrationslägren i öst.
- Anne och Margot Frank deporterades i slutet av oktober 1944 till koncentrationslägret Bergen-Belsen. Till följd av miserabla hygieniska förhållanden utbröt under vintern 1944-1945 en tyfusepidemi som dödade tusentals fångar, däribland Anne och Margot. Fyra överlevare har berättat att systrarna visade symptom på tyfus i slutet av januari 1945, vilket tyder på att de troligen avled omkring 12 dagar senare. Franks dödsdatum torde infalla i februari eller i början av mars.[10] Kort senare, den 15 april, befriades lägret av britterna.
- Otto Frank var den ende som överlevde kriget. Han deporterades till Auschwitz där ryska trupper befriade fångarna 27 januari 1945. Sedan for han via Odessa till Marseille med båt. Kort efter Tysklands kapitulation anlände han till Amsterdam den 3 juni 1945, där han bodde till 1953. Han flyttade sedan till Basel i Schweiz. Han gifte sig med Elfreide Geiringer, som likt honom själv hade överlevt Auschwitz men förlorat familjen. Otto Frank dog 1980.
- Edith Frank dog 6 januari 1945 i kvinnolägret Auschwitz-Birkenau till följd av svält och utmattning.
- Hermann van Pels gasades enligt vissa uppgifter på ankomstdagen 6 september 1944 i Auschwitz. Enligt medfången Otto Frank inträffade dödsdatumet först några veckor senare.
- Auguste van Pels kom via Auschwitz, Bergen-Belsen och Buchenwald 9 april 1945 till Theresienstadt. Hon skall dock ha deporterats vidare, men vart är inte känt. Hon dog sedan, det är dock oklart när.
- Peter van Pels fördes via Auschwitz till Mauthausen i Österrike, och dog där endast tre dagar före befrielsen 5 maj 1945.
- Fritz Pfeffer avled 20 december 1944 i koncentrationslägret Neuengamme.
- Elisabeth Voskuijl avled 6 maj 1983.[11]
- Miep Gies, den siste överlevande i kretsen kring Anne Frank, avled den 11 januari 2010 vid 100 års ålder.[12]

## Dagboken

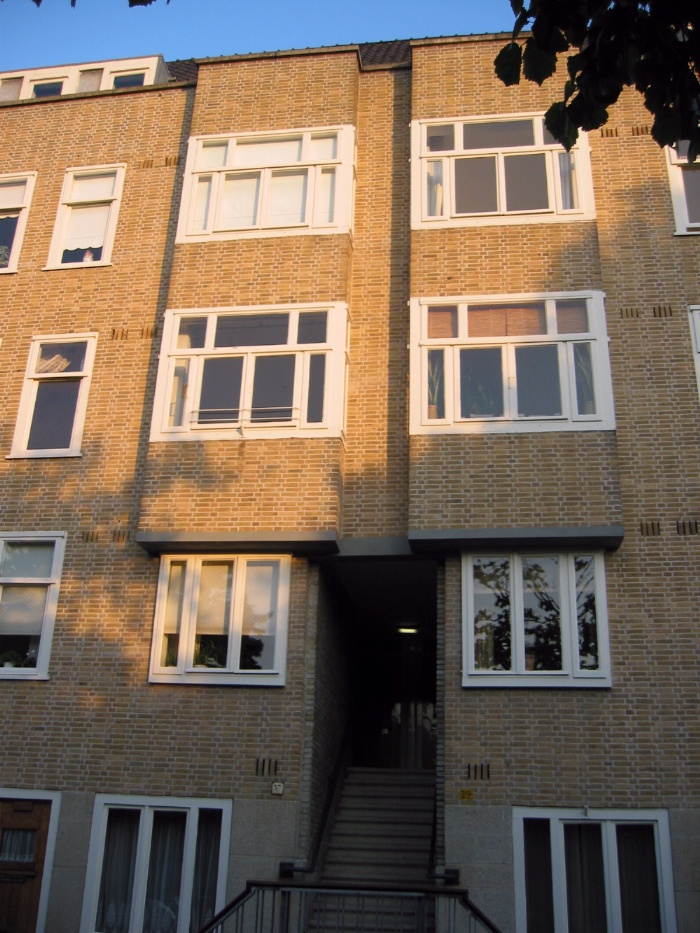
Hus på Merwedeplein 39 i Amsterdam, där familjen Frank bodde mellan 1934 och 1942.

I juli 1945, sedan Röda korset bekräftat att Anne och Margot Frank var döda, överlämnade Miep Gies dagboken till Otto Frank. År 1947 gav Otto Frank (och hans andra hustru Fritzi) ut Franks dagbok, som översattes till svenska 1953. Boken har även blivit film ett antal gånger. 
Den version som Otto Frank gav ut var en smula reviderad; bland annat strök han sådant som handlade om dotterns pubertet och elaka kommentarer om modern. I dagboken hade Anne Frank beskrivit sexuella fantasier om andra flickor, vilket också klipptes bort. Anne Frank hade dessutom själv strukit vissa delar och skrivit om språket så det skulle vara mer läsarvänligt. 
Senare har fullständigare versioner av dagboken kommit ut i tryck. Senaste upplagan gavs ut 2005.
Den engelska översättningen The Diary of a young girl utkom 1952 i ytterligare förkortad version av moraliska skäl. Den amerikanske journalisten och författaren Meyer Levin ville anpassa boken för scenen och ge den mer judisk karaktär. Levin drev rättsprocesser mot Otto Frank om ett filmmanus.  Han blev besatt av Anne Frank och utgav 1973 boken The Obsession. Levins aktiviteter gav upphov till antisemitiska artiklar i den svenska nazisttidningen Fria Ord av den danske litteraturkritikern Harald Nielsen, som påstod att Anne Franks dagbok var ett hopkok av Meyer. Nielsen hade redan i början på 1900-talet skrivit antisemitiska artiklar om den danskjudiske författaren Georg Brandes. Senare kom fler falsifikationsanklagelser från andra. Ditlieb Felderer, Robert Faurisson och David Irving har hävdat att Anne Franks dagbok är en förfalskning. Simon Wiesenthal skriver om detta i sin bok Justice not Vengeance och hur det ledde honom till att finna Karl Silberbauer, den Gestapo-officer som anhöll Anne Frank och hennes familj. Silberbauer erkände, och hävdade vidare i en intervju att han ångrade det han gjort.
I Anne Franks dagbok framgår det att även hennes syster, Margot Frank, skrev dagbok. Margot Franks dagbok har dock aldrig återfunnits. Anne kallade sin dagbok för Kitty.

### Svenska utgåvor
- Anne Franks dagbok. Stockholm: Hökerbergs. 1953. ISBN 91-7084-079-2 (översättning Ella Wilcke)
- Berättelser. Stockholm: Hökerberg. 1960 (översättning Saima Fulton)
- Berättelser och händelser från gårdhuset. Stockholm: Wahlström & Widstrand. 1982. ISBN 91-46-14132-4 (översättning Lena Dalerup och Saima Fulton)
- Anne Franks dagbok : den oavkortade originalutgåvan : anteckningar från gömstället 12 juni 1942 - 1 augusti 1944. Stockholm: Norstedt. 2005. ISBN 91-1-301402-1 (översättning Per Holmer)

## Anne Frank-huset
Anne Frank-huset är det hus där familjen Frank bodde mellan 1934 och 1942 och som ligger på Prinsengracht 263. Efter arresteringen revs Franks gömställe av nazisterna som beslagtog alla föremål; av allt innehåll sparades endast Anne Franks dagbok. Efter kriget ansågs huset inte vara lämpligt att användas som kommersiella lokaler och skulle rivas då det var i mycket dåligt skick. En stiftelse bildades då med målet att bevara Anne Franks gömställe: Anne Frank Stichting. Stiftelsens arbete gav resultat och år 1957 beslutades det att huset skulle bevaras. En renovering påbörjades för att återställa byggnaden till sitt originalskick. Rummet som användes som gömställe restaurerades med samma mönster som tidigare och väggen med Anne Franks bilder finns fortfarande kvar. Anne Frank-huset ombildades till ett museum som öppnade för allmänheten den 3 maj 1960. Museet tar emot ungefär en miljon besökare varje år och huset är en av de mest besökta platserna i Amsterdam.

## Eftermäle
- Asteroiden 5535 Annefrank är uppkallad efter Anne Frank.[19]
- Nedslagskratern Frank på planeten Venus.[20]